# Paid in Full (film)
Paid in Full is een Amerikaanse dramafilm uit 2002, geregisseerd door Charles Stone III en geproduceerd door Roc-A-Fella. De hoofdrollen worden vertolkt door Wood Harris, Mekhi Phifer en Cam'ron.

## Verhaal
Harlem, New York, 1986. Vanuit de wasserette waar hij werkt, ziet Ace hebzuchtig hoe zijn vrienden Mitch en Calvin in mooie kleren in hun dure auto's rijden. Op een dag ontmoet hij bij het afleveren van schone kleren Lulu. Ace wordt al gauw aangetrokken tot de wereld van het drugs dealen, waar het snelle geld verdienen hem een machtige positie geeft in de onderwereld. Wanneer zijn vrienden en familie het slachtoffer dreigen te worden van zijn nieuwe leven, moet Ace een hoge prijs betalen voor zijn groeiende succes.

## Rolbezetting
- Wood Harris - Ace
- Mekhi Phifer - Mitch
- Kevin Carroll - Calvin
- Esai Morales - Lulu
- Chi McBride - Pip
- Cam'ron - Rico
- Remo Green - Sonny
- Cynthia Martells - Dora
- Elise Neal - June
- Regina Hall - Keisha
- Joyce Walker - Janet Woods
- Ron Cephas Jones - Ice
- Nelson Tynes - Wedge
- Karen Andrew - Cakes
- Pedro Salvín - Colombiaanse Man #1
- Ramon Marroquin - Colombiaanse Man #2
- The World Famous *BoB* - Brucie B
- Jonas Chernick - Surgeon
- Wes Williams - Mitch's Vriend
- Rufus Crawford - Tommy
- Jason Burke - Straat Renner
- K.C. Collins - Kind #1
- Geoffrey Antoine - Kind #2
- Arnold Pinnock - Rare Man
- Tyson Hall - Klant
- Flash - D.C. #1
- Martin Roach - D.C. #2
- Noreaga - Renner
- Jesse Gibbons - Antoine
- Rohan Waugh - Andre
- Raven Dauda - Donna